# Озолин, Яков Иванович
Я́ков Ива́нович Озо́лин (латыш. Jēkabs Ozoliņš; родился 20 июня (2 июля) 1883 года, Верро, Верроский уезд, Лифляндская губерния, Российская империя — умер 6 июня 1938 года, Севастопольская тюрьма, Севастополь, Крымская АССР, РСФСР, СССР) — советский военно-морской деятель, командующий Амурской военной флотилией (1926—1930), заместитель начальника управления ВМС РККА. Участник гражданской войны в РСФСР (1917/18—22). Флагман 2-го ранга (1935).

## Биография

### Происхождение и начальное образование
По национальности латыш, Екаб Янович Озолиньш или Озолинь родился 20 июня (2 июля) 1883 года в городе Верро Лифляндской губернии (ныне — Выру в Эстонии) в крестьянской семье. Окончил два класса школы.

### Служба вимператорском флоте
В 1906 году переехал к дяде — рабочему Путиловского завода в Петербург. 1 сентября 1906 года поступил за казённый счёт в фельдшерскую школу при Кронштадтском морском госпитале. Окончив её 27 апреля 1910 года, служил на Балтийском флоте на транспорте «Николаев» и крейсере «Диана». В 1911 году переведён на канонерскую лодку «Карс» предназначенную для Каспийской флотилии. Вскоре «Карс» перебазировался на Каспий, где лодка использовалась в том числе для перевозки войск шаха, участвовавших в подавлении крестьянских восстаний в Персии. Жестокость, с которой они расправлялись с восставшими, заставила Якова по-иному взглянуть на жизнь. В декабре 1911 года он, находясь в Баку, вступил в партию эсеров, в которой состоял до 1919 года. С 1914 года на Черноморском флоте. Санитарный кондуктор на судне (плавучей мастерской) «Кронштадт» и эсминце «Поспешный». В автобиографиях Я. И. Озолин указывал, что в 1917 году он был произведён в коллежские регистраторы и стал «классным фельдшером», однако сведения об этом до настоящего времени подтверждения не нашли.

### Участие в революциях и Гражданской войне
После Февральской революции Я. И. Озолин стали членом Севастопольского Совета, затем заместителем председателя Таврического губернского профсоюза помощников врачей. С октября 1917 по январь 1918 года находился в Петрограде, где принимал участие во Всероссийской конференции военных моряков. Тогда же он вместе с другими моряками под командой А. Г. Железнякова, начальника караула Таврического дворца, принял участие в разгоне Учредительного собрания. В феврале 1918 года Яков Иванович возвратился в Севастополь. После захвата немцами Крыма добрался через оккупированную Германией Украину в Москву. В июле 1918 года он уехал в Витебск, где формировалась отряд плавсредств реки Западная Двина. В декабре 1918 года он был назначен временно исполняющем должность военного комиссара отряда, 3 января 1919 года вернулся к должности старшего лекпома. После начала формирования Флотилии Советской Латвии в марте 1919 г. на базе отряда был создан 2-й отряд флотилии, где с 15 марта Я. И. Озолин был младшим лекпомом, а с 15 мая — временно исполняющим должность военного комиссара. 28 мая 1919 года он был назначен старшим лекпомом этого отряда. Там же, в Витебске, Я. И. Озолин был избран членом Витебского городского Совета.
1 апреля 1919 года он вступил в ряды РКП(б). С 10 по 12 августа 1919 года он вновь временно замещал военного комиссара отряда. После поражения войск Советской Латвии в ноябре 1919 года на базе 2-го (Западно-Двинского) отряда флотилии создаётся Западно-Двинская военная флотилия, где Я. И. Озолин сначала являлся старшим лекарским помощником, а с февраля 1920 года — помощником военного комиссара, С 19 мая 1920 года Я. И. Озолин временно замещал военного комиссара Западно-Двинской флотилии.
Корабли флотилии участвовали в боевых действиях против польских и латышских националистических войск, минных постановках на Западной Двине, высадке десантов, борьбе с бандами. К этому времени относится конфликт между Озолиным и командующим флотилией Г. М. Тырышкиным, которого Я. И. Озолин обвинял в саботаже и контрреволюционной деятельности. 19 октября 1920 года Г. М. Тырышкин был арестован Особым отделом ВЧК, но через месяц освобождён за недостатком улик. По словам Г. М. Тырышкина, личные неприязненные отношения и преследование со стороны Я. И. Озолина продолжались и после Гражданской войны, из-за чего Тырышкин в 1924 году был вынужден покинуть службу на флоте.
14 июля 1920 года Я. И. Озолина переводят на юг и назначают военным комиссаром воссозданной Азовской военной флотилии, которой командовали сначала С. Е. Маркелов, затем Е. С. Гернет. Флотилия, базировавшаяся на Таганрог и Мариуполь, оказывала огневую поддержку сухопутным силам, вела успешные боевые действия против белогвардейских кораблей, в частности, одержав победы 9 июля 1920 года у Кривой Косы, 24 августа — у Приморско-Ахтарской и 15 сентября — в бою у Обиточной Косы. В этом бою отличился и Озолин: будучи контуженным, он продолжал выполнять свои обязанности, что способствовало слаженности действий командиров кораблей. Командовавший в то время Морскими силами Советской Республики А. В. Немитц, будущий вице-адмирал (1941), отметил энергичное и искусное управление кораблями в этом бою и объявил благодарность всему личному составу флотилии. Бой у Обиточной косы стал единственным крупным морским сражением Гражданской войны, но индивидуальные награждения произошли значительно позднее. Орден Красного Знамени за этот бой Я. И. Озолин получил лишь 1 февраля 1923 года, хотя командующий флотилией, лейтенант С. А. Хвицкий был награждён ещё в декабре 1920 года.

### Участие в восстановлении флота
В апреле 1921 года Азовская военная флотилия была расформирована, личный состав и корабли переданы Черноморскому флоту. Я. И. Озолин получил назначение на должность военного комиссара Береговой обороны Кавказского побережья Чёрного моря. Правда, вскоре пришло повышение: уже в августе Якова Ивановича назначили военным комиссаром штаба Морских сил Чёрного моря (МСЧМ). Здесь он снова служил с Э. С. Панцержанским, затем с И. К. Кожановым, А. С. Максимовым, В. Ю. Рыбалтовским. Помимо текущих флотских дел он также работал в местных органах власти, в 1920—1921 годах состоял членом Севастопольского городского Совета. В 1921 году, после Кронштадтского мятежа на флоте начались чистки. На Черноморском флоте председателем комиссии был назначен Я. И. Озолин.
26 ноября 1921 года приказом РВСР № 323 его перевели в Москву на должность военного комиссара Строевого управления Морского штаба Республики, а с 5 февраля 1923 года он по совместительству возглавил и само управление. 6 ноября 1925 года Я. И. Озолина зачислили на Военно-морские академические курсы при Военно-морской академии РККФ, 12 ноября он приступил к занятиям. Вместе с ним на курсах учились такие флотские деятели, как В. М. Орлов, М. В. Викторов, Л. М. Галлер и другие. 16 апреля 1926 года состоялся выпуск.

### Командование Дальневосточной военной флотилией
25 октября 1926 года Я. И. Озолин был назначен командующим Амурской военной флотилией (с апреля 1927 года — Дальневосточная флотилия). Прибыв в Хабаровск, он сразу же взялся за дело. Успехи в боевой подготовке флотилии были положительно отмечены вышестоящим командованием. Р. А. Муклевич, командующий Военно-морскими силами, так аттестовал командующего ДВФ : «Я. И. Озолин энергичный, твёрдый и настойчивый работник. Инициативен и весьма работоспособен. Требователен в равной степени как к себе, так и к подчинённым. В занимаемой должности всего 6 месяцев, но тем не менее сумел для флотилии очень многое сделать, как в отношении поднятия её технической мощи (перевооружения), так и в отношении учебно-боевой подготовки… Занимаемой должности соответствует. Наморси Р. Муклевич».
Основным итогом его службы на Дальнем Востоке стало участие в ходе конфликта на КВЖД, в разгроме белокитайской Сунгарийской флотилии. ДВФ, имея в своём составе 14 кораблей (мониторы, канонерские лодки и бронекатера), группу тральщиков, 14 самолётов и десантный батальон, успешно высадила несколько десантов, огнём своей артиллерии подавляла вражескую оборону и в конце концов разгромила белокитайскую Сунгарийскую флотилию. Основные события развернулись в октябре и в начале декабря 1929 года. В ночь на 12 октября 4 монитора и 2 канонерские лодки заняли огневые позиции в устье реки Сунгари. В 6 часов 10 минут первыми нанесли удар по Лахасусу бомбардировщики, через 2 минуты корабли открыли сильный артиллерийский огонь по береговым укреплениям и кораблям противника. Неприятельская флотилия, потеряв 5 кораблей, поспешно ушла вверх по Сунгари. Тральщики ДВФ протралили фарватер, по которому канонерские лодки и бронекатера прорвались на рейд Лахасусу и высадили десант. К 15 часам он овладел городом и крепостью, захватив крупные трофеи.
Китайское командование, рассчитывая на реванш, не приняло советские предложения о переговорах и стало стягивать крупные силы в район города Фугдин — сильный укреплённый район на реке Сунгари. Здесь же находились остатки Сунгарийской флотилии. Реввоенсовет Особой Дальневосточной армии (ОДВА) поручил командующему ДВФ разгромить фугдинскую группировку противника. Для этой цели флотилии были оперативно подчинены 4-й Волочаевский и 5-й Амурский стрелковые полки и авиационная группа. К операции привлекались основные силы флотилии: 4 монитора, 4 канонерские лодки, минный заградитель, 2 тральщика, 3 бронекатера, 5 транспортов и 3 баржи с десантом. 30 октября корабли начали движение вверх по Сунгари. С рассветом 31 октября они подошли к Фугдину. Завязался упорный артиллерийский бой с береговыми батареями и кораблями противника. В это время тральщики протралили подходы к пунктам высадки. Около 11 часов минный заградитель «Сильный» первым начал высадку подразделений десанта. Действия десанта и кораблей активно поддерживались авиацией. Всю ночь на 1 ноября шли уличные бои. Под утро окружённые части противника сдались. Остатки китайской флотилии были потоплены, китайские укрепления взорваны. 2 ноября корабли ДВФ с десантом покинули Фугдин. События под Фугдином ускорили окончание конфликта. 22 декабря 1929 года в Хабаровске был подписан протокол о восстановлении законных прав Советского государства на КВЖД. Отмечая вклад ДВФ в разгром противника, командующий ОДВА В. К. Блюхер отмечал: «В двадцать первом году Амурская флотилия находилась в жалком состоянии… Прошло несколько лет, и недавно флотилия показала, что она является одной из лучших флотилий в мире». В ходе Советско-китайского конфликта 1929 года Я. И. Озолин полностью подтвердил данную ему Р. А. Муклевичем характеристику: его подчинённые успешно действовали вместе с авиацией против китайской Сунгарийской флотилии, в результате чего та была полностью уничтожена. Командующий флотилией за боевые заслуги приказом РВС СССР № 154 от 22 февраля 1930 года был награждён вторым орденом Красного Знамени.
Я. И. Озолин избирался в органы советской власти и руководство партийных организаций. В 1927—1930 годах он был членом Далькрайисполкома, кандидатом (с 1927 года) и членом (с 1928 по 1930 год) Далькрайкома ВКП(б), членом Хабаровского краевого Совета (в 1929 году). За активную работу на выборных постах 23 февраля 1928 года Я. И. Озолин был награждён револьвером от ЦК ВЛКСМ и золотыми часами от РВС СССР.

### Служба в УВМС РККА
2 декабря 1930 года Я. И. Озолин был зачислен слушателем Особого курса Военно-морской академии в Ленинграде. 15 января 1931 года он прибыл в академию и приступил к занятиям. 1 февраля 1933 года Я. И. Озолин успешно закончил обучения и, после отпуска, 4 марта того же года был назначен заместителем начальника 2-го управления (боевой подготовки) УВМС РККА. 2 декабря 1935 года приказом НКО № 2500 ему присвоили воинское звание флагман 2 ранга. 21 апреля 1937 года Я. И. Озолин был назначен исполняющим должность помощника вновь созданного Штаба ВМС РККА.

### Служба в Севастополе
С 25 мая 1937 года флагман 2 ранга Я. И. Озолин служил в Севастополе начальником 2-го Военно-морского училища (приказом НКО № 0551), одновременно с 10 августа того же года по совместительству временно исполнял должность начальника Севастопольского военно-морского артиллерийского училища береговой обороны (ВМАУ БО) им. ЛКСМУ. 22 февраля 1938 года вместе с большой группой военных моряков Я. И. Озолин был награждён медалью «XX лет РККА».

### Политические репрессии
Флагман 2 ранга Я. И. Озолин был арестован 14 марта 1938 года. Приказом НКВМФ № 0187 он был уволен со службы по статье 44 пункт «в» (в связи с арестом). Он умер во время следствия в Севастопольской тюрьме 6 июня 1938 года (ошибочно распространилась информация, что Я. И. Озолин был приговорён ВКВС СССР 27 сентября 1938 года к ВМН и что в тот же день расстрелян). Уголовное дело в отношении Я. И. Озолина было прекращено Особым отделом Черноморского флота «в связи со смертью».

## Награды
- Два ордена Красного Знамени (1.02.1923, 22.02.1930)
- Медаль «XX лет РККА» (22.02.1938)
- Золотые часы от РВС СССР (23.02.1928)